# Şafak Edge
Şafak Edge (Balıkesir, 17 giugno 1992) è un cestista turco.

## Palmarès
- Eurocup: 1

Galatasaray: 2015-16